# Pseudagrion kersteni
Pseudagrion kersteni là một loài chuồn chuồn kim thuộc họ Coenagrionidae. Loài này có ở Angola, Bénin, Burkina Faso, Cameroon, Cộng hòa Trung Phi, Tchad, Cộng hòa Congo, Bờ Biển Ngà, Guinea Xích Đạo, Ethiopia, Ghana, Guinea, Kenya, Malawi, Mali, Mozambique, Namibia, Nigeria, Somalia, Nam Phi, Sudan, Tanzania, Togo, Uganda, Zambia, Zimbabwe, và có thể cả Burundi. Môi trường sống tự nhiên của chúng là sông ngòi.

## Hình ảnh

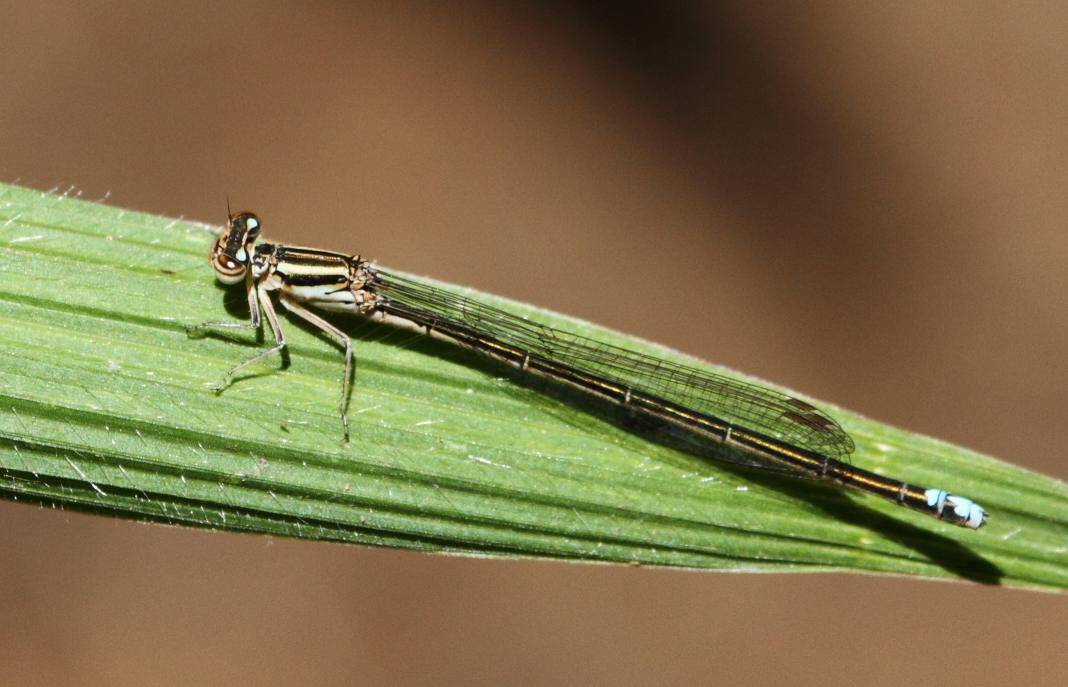